# 1936 〜your songs II〜
『1936〜your songsⅡ〜』は、山崎育三郎の2枚目のカバーアルバム。2017年6月7日に発売。

## 概要
前作『1936 〜your songs〜』に続くカバー・アルバム。「LOVE」「SUMMER」「HAPPINESS」をテーマに制作された。初回盤のみDVDとマンスリーフォトスタンドが封入。

## 販売形態
- 初回限定盤[1]
  - CD+DVD＋マンスリーフォトスタンド
- 通常盤[2]
  - CD

## 収録曲

### CD
初回盤・通常盤共通
1. ずっと好きだった
斉藤和義の38枚目シングルのカバー。
2. 波乗りジョニー
桑田佳祐の6枚目シングルのカバー。
3. 虹
Aqua Timezの6枚目シングルのカバー。
4. 3月9日
レミオロメンのメジャー2枚目のシングルのカバー。
5. ひまわりの約束
秦基博の17枚目シングルのカバー。
6. 夏の終りのハーモニー(Duet with 尾上松也)
井上陽水と安全地帯のデュエットシングルのカバー。
7. 君がいるだけで
米米CLUBの13枚目のシングルのカバー。
8. 生きてく強さ
GLAYの7枚目シングルのカバー。
9. 366日
HYのアルバム曲のカバー。
10. また逢う日まで
尾崎紀世彦の2枚目シングルのカバー。
11. ひそかな夢 EVERMORE
ミュージカル映画美女と野獣のカバー。

### DVD
※初回盤のみ。
- ずっと好きだった ミュージックビデオ&メイキング
- 3月9日 ミュージックビデオ&メイキング